# João Marcos Flaquer
João Marcos Monteiro Flaquer (São Paulo, 14 de julho de 1943 - Monte Verde, 24 de abril de 1999) foi um advogado e líder do Comando de Caça aos Comunistas (CCC), grupo paramilitar ativo durante os anos da ditadura militar no Brasil, anticomunistas e de extrema direita, responsáveis por perseguir pessoas ligadas à esquerda no país, e que recebiam treinamento militar por parte do exército. Foi o idealizador e líder do ataque à peça Roda Viva, em 1968. Devido ao seu estilo de defender seu ponto de vista, foi apelidado de “Flaquer, o Sutil”.

## Biografia
Filho de João de Freitas Flaquer e de Cecília Monteiro Flaquer, João Marcos era descendente de uma família tradicional do bairro de Santo Amaro, os Flaquers, e também de uma família quatrocentona de São Paulo, Barros Monteiro, João Marcos era filho único e se formou em direito na Faculdade de Direito da Universidade de São Paulo, no Largo São Francisco, em 1968. Gostava de esportes radicais, como trilha, esqui, caçadas, artes marciais. Era campeão de jiu-jítsu, e usava suas habilidades para defender seu ponto de vista político diante dos opositores da ditadura militar e de militantes da esquerda.
Em 18 de julho de 1968 João Marcos liderou o ataque à peça Roda Viva, que tinha texto de Chico Buarque e direção de José Celso Martinez Corrêa, em cartaz no Teatro Ruth Escobar, em São Paulo. Junto de outros membros do CCC, invadiram o camarim do teatro e em três minutos espancaram os atores da peça, além de quebrarem as instalações do local, naquele que foi o episódio mais conhecido entre as ações promovidas pelo CCC. Segundo João Marcos, o objetivo era "chamar a atenção das autoridades sobre iminência da luta armada, que visava à instauração de uma ditadura marxista no Brasil".
Entre 1969 e 1971, João Marcos Monteiro Flaquer foi oficial-de-gabinete do então ministro da Justiça, Alfredo Buzaid. Em outubro de 1970 João Marcos foi convocado a delegacia do DEOPS para esclarecer o seu envolvimento numa discussão entre ele e mais dois colegas contra um aluno da Faculdade de Direito da Universidade de São Paulo, considerado marxista.
Nos anos 1990 se tornou advogado do setor imobiliário, prestando serviços ao setor, possuindo escritório na Avenida Paulista, em sociedade com Paulo Azevedo Gonçalves dos Santos, um antigo colega de faculdade, que teria fundado um partido acadêmico chamado Partido do Kaos, de onde se derivou o CCC, ainda que Paulo Azevedo não tivesse participado da criação do CCC e nem concordado com a sua ideologia e suas atuações. Em fevereiro de 1997 moveu ação judicial para suspender a venda do teatro Ruth Escobar, que estava sendo adquirido pela Associação dos Produtores de Espetáculos Teatrais do Estado de São Paulo (Apetesp), uma vez que a Telesp doou R$ 2 milhões para a aquisição do mesmo em forma de patrocínio cultural, e foi considerada por João como uma troca de favores políticos entre Ruth Escobar e o então presidente da república Fernando Henrique Cardoso e seu ministro das Comunicações, Sergio Motta. Por volta de 1998 e 1999 ele tentou, por intermediação de Paulo Azevedo, ser entrevistado por Jô Soares, e assim desfazer a imagem de uma pessoa agressiva, associada somente à liderança do CCC, mas seu pedido não foi aceito.
Morreu em 24 de abril de 1999, de ataque cardíaco, enquanto estava em Monte Verde. Pouco antes de sua morte, se mostrava amargurado pela imagem que se fazia dele, de uma pessoa agressiva e violenta.